# Bacchante (papillon)
Lopinga achine
Pour les articles homonymes, voir Bacchante.
Espèce
Statut de conservation UICN

 VU A1cde : Vulnérable
Statut CITES
La Bacchante (Lopinga achine) est une espèce de lépidoptères (papillons)  appartenant à la famille des Nymphalidae, à la sous-famille des Satyrinae et au genre Lopinga.

## Description
La Bacchante est de couleur ocre terne à marron clair avec une discrète bande jaune clair au recto, blanche au verso, est orné d'une ligne de gros ocelles marron cerclés de clair, qui au verso sont pupillés de blanc. Ces ocelles sont au nombre de cinq de taille croissante aux antérieures et aux postérieures de six de taille diverse, les quatrième et cinquième très gros et les seuls bien visibles sur le recto, le sixième, celui de l'angle anal étant doublement pupillé de blanc.

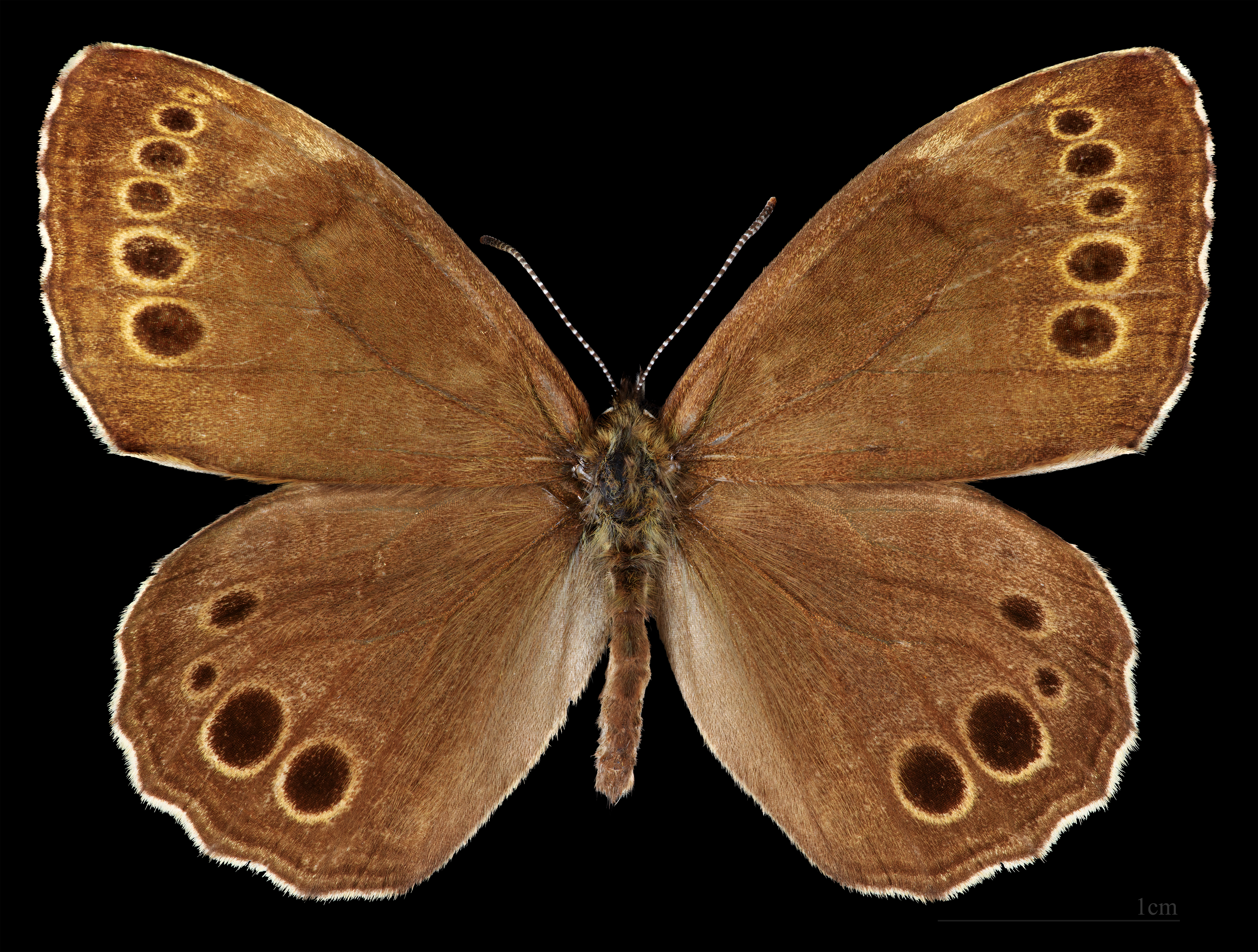
Lopinga achine ♂  MHNT
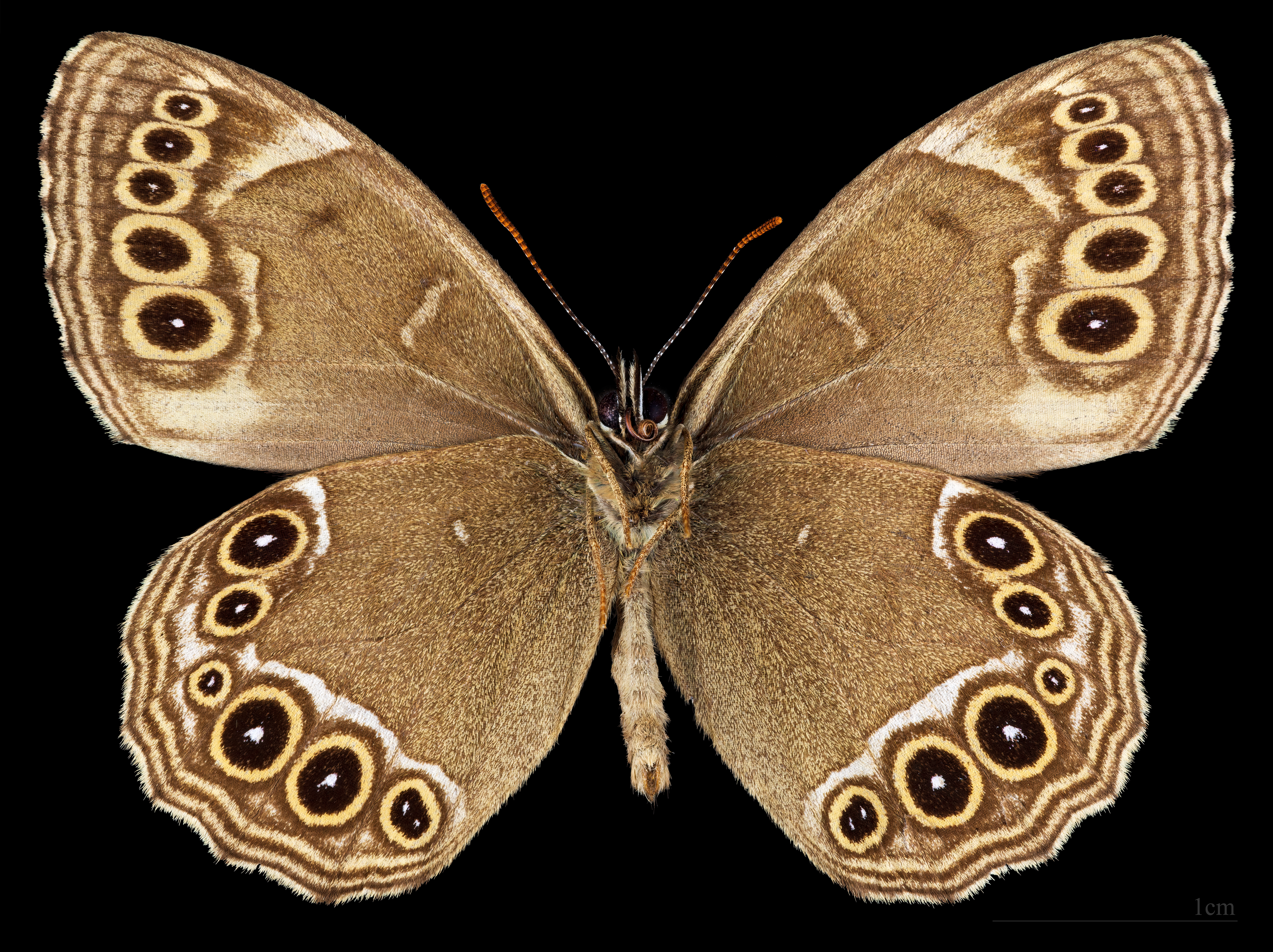
Lopinga achine ♂   △

## Dénomination
Elle a été nommée Papilio achine par Giovanni Antonio Scopoli en 1763.
Synonymie,:
- Papilio achine Scopoli, 1763 — protonyme
- Maniola achine (Scopoli, 1763)
- Pararge achine (Scopoli, 1763)
- Papilio deianira Linnaeus, 1764
- Pararge dejanira (Linnaeus, 1764)
- Satyrus dejanira (Linnaeus, 1764)
- Papilio saltator Geoffroy in Fourcroy, 1785
- Lopinga achine saltator (Geoffroy in Fourcroy, 1785)

### Noms vernaculaires
La Bacchante ou la Déjanire se nomme Woodland Brown en anglais et Bacchantin en allemand,.

### Sous-espèces
- Lopinga achine achine
- Lopinga achine achinoides (Butler, 1878)
- Lopinga achine catena (Leech) ; dans le centre de la Chine
- Lopinga achine chosensis Matsumura, 1929
- Lopinga achine jezoensis Matsumura, 1919
- Lopinga achine karafutonis Matsumura, 1928
- Lopinga achine kurilensis Matsumura, 1928
- Lopinga achine oniwakiensis Y. Yazaki et Hiramoto, 1981[2]

## Biologie

### Période de vol et hivernation
La Bacchante vole en une génération en juin et juillet.
Elle hiverne au stade de chenille.

### Plantes hôtes
Ses plantes hôtes sont diverses, dont en Europe Brachypodium pinnatum et Brachypodium sylvaticum,.

## Écologie et distribution
La Bacchante est présente du centre de l'Europe à tout le nord et le centre de l'Asie jusqu’au Japon.
En Europe, elle est présente du nord de l'Espagne, de l'Italie de la Roumanie et de la Bulgarie jusqu'aux États baltes et au sud de la Suède et de la Finlande.
En France métropolitaine, elle est en très forte régression et n'a été recensée depuis 1980 que dans six départements allant de l'Ariège au Lot, dix-sept départements allant de la Moselle à la Drôme et aux Hautes-Alpes et cinq départements de la Charente-Maritime à l'Yonne.

### Biotope
Elle réside en lisière des bois de conifères dans des lieux buissonneux.

### Protection
La Bacchante  est inscrite sur la liste des insectes strictement protégés de l'annexe 2 de la Convention de Berne et sur la liste des insectes strictement protégés de l'annexe IV de la Directive Habitats du Conseil de l'Europe concernant la conservation des habitats naturels ainsi que de la faune et de la flore sauvages du 21 mai 1992.
En France, elle est inscrite sur la liste rouge des insectes de France métropolitaine (article 2 de l'arrêté du 23 avril 2007 fixant la liste des insectes protégés sur le territoire national),.